# Zhao Jing
Zhao Jing, född 31 december 1990 i Wuhan, är en kinesisk simmare.
Hon blev olympisk bronsmedaljör på 4 × 100 meter medley vid sommarspelen 2008 i Peking.